# Temnora pylas
Temnora pylas är en fjärilsart som beskrevs av Butler 1877. Temnora pylas ingår i släktet Temnora och familjen svärmare. Inga underarter finns listade i Catalogue of Life.

## Bildgalleri

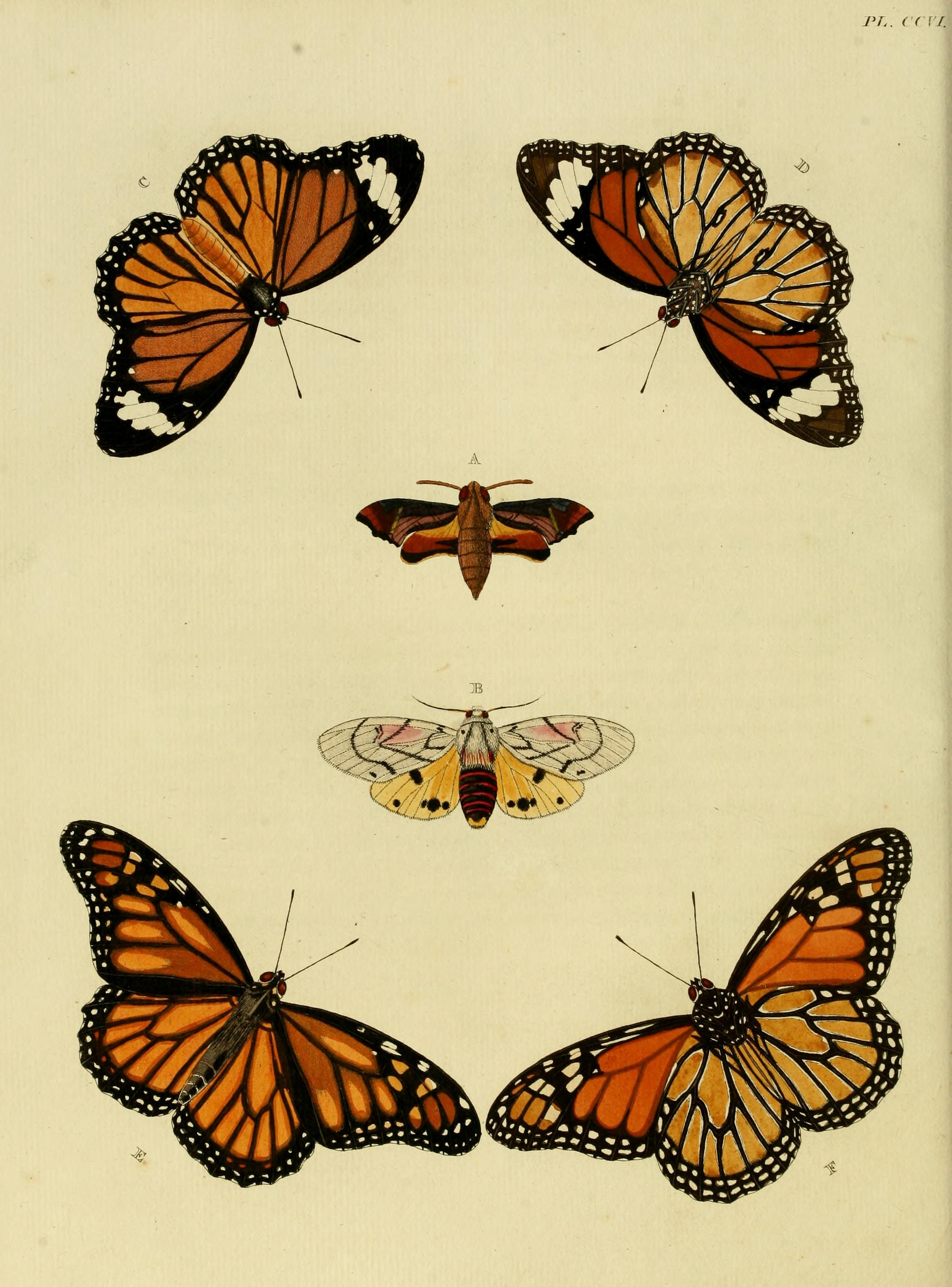